# Bagerhat Sadar
Bagerhat Sadar è un sottodistretto (upazila) del Bangladesh, situato nella divisione di Khulna; conta una popolazione di 266.389 abitanti (dati 2011).